# Попов, Виктор Лукич
Виктор Лукич Попов (4 ноября 1864 — после 1935) — офицер Русской императорской армии, генерал-майор Генерального штаба, исследователь-востоковед и путешественник, кавалер ордена Святого Георгия 4-й степени, участник Белого движения.

## Служебная биография
Родился в Иркутске, где и получил образование сначала в Иркутском духовном училище, затем в Иркутском пехотном юнкерском училище. В 1883 году после училища поступил на службу в Николаевский резервный пехотный батальон.
К 1900 году окончил Николаевскую академию Генерального штаба, по линии Генерального штаба проходил службу в Сибирском военном округе сначала на должности старшего адъютанта штаба войск Семипалатинской области, потом — помощником старшего адъютанта штаба войск Сибирского округа, затем в 1901 году временно исполнял обязанности штаб-офицера при командующем войсками округа, в 1902 году получил звание капитана. В 1903 году, пользуясь поддержкой Западно-Сибирского отдела Русского Географического общества, выдвинул личную инициативу организовать научную экспедицию на Саяны и в Северо-Западную Монголию. Результаты данной исследовательской работы были опубликованы в ряде научных трудов.
В мае 1904 года стал обер-офицером для поручений при штабе округа. В октябре 1904 года был прикомандирован как преподаватель к Иркутскому пехотному юнкерскому училищу, в ноябре стал делопроизводителем по
учебной части в приготовительной школе кадетского корпуса, в 1905 году получил звание подполковника, в июле — стал штаб-офицером для поручений при штабе тыла Маньчжурских армий, в августе — стал штаб-офицером для поручений при управлении генерал-квартирмейстера тыла армий, в октябре — начальником штаба войск, расквартированных в Иркутске, в марте 1906 года начал временно исполнять обязанности управляющего канцелярией генерал-губернатора Иркутска, с августа 1906 года стал штаб-офицером для особых поручений при штабе Иркутского военного округа.
В сентябре 1907 года его назначили делопроизводителем по учебной части Иркутской приготовительной школы Сибирского кадетского корпуса, в октябре он был прикомандирован к 27-му Восточно-Сибирскому стрелковому полку для цензового командования ротой, с декабря 1908 года стал исполнять обязанности начальника штаба 7-й Восточно-Сибирской стрелковой дивизии. В апреле 1909 года прикомандирован к 27-му Восточно-Сибирскому полку для цензового командования батальоном. С декабря 1909 года по январь 1910 года работал в Пекине, весной 1910 года принимал участие и осуществлял руководствов Московской торговой экспедицией в Монголию.
В 1910 году стал начальником штаба 7-й Восточно-Сибирской стрелковой дивизии. В августе 1914 года прибыл на фронт Первой мировой войны в этой же должности, в декабре стал командиром 55-го Сибирского стрелкового полка, в декабре 1915 года — начальником штаба 14-й Сибирской стрелковой дивизии, в апреле 1916 года получил звание генерал-майора, в декабре того же года стал начальником штаба 13-го армейского корпуса, а в январе 1917 года — назначен командующим 182-й пехотной дивизией.
Принимал участие в Белом движении, с августа 1918 года стал генерал-квартирмейстером штаба Западно-Сибирской отдельной армии. В сентябре 1918 года уволился по болезни, однако был заново определён на службу в армию адмирала Колчака по Генеральному штабу, с июля 1919 года — главный начальник Усинско-Урянхайского края.

## Научные экспедиции
В 1903-м и 1910-м годах В. Л. Попов совершил две масштабные экспедиции по Монголии.
Первая из них была организована в 1903 году и направлена из Канска в Саяны и Северо-Западную Монголию. Инициатива и идея этого проекта принадлежала В. Л. Попову, план был утверждён Николаем II, а организационная работа легла на Сибирский военный округ, Русское географическое общество и Ботанический музей Академии наук. В составе экспедиции были военный топограф штабс-капитан Топорков, натуралист Ю. Н. Воронов (от Русского Географического общества), пятеро казаков, знавших местные языки (киргизский, сойотский, татарский, монгольский и бурятский). В экспедиции было дозволено участвовать купцу Петру Чевилеву, представителю торгового дома «Чевилев и сыновья» с его приказчиком и несколькими рабочими. Они составили торговый караван, взятый для того, чтобы отыскать удобный для коммерции путь через Саяны в Монголию. Каждый участник обладал чётким кругом обязанностей:
- В. Л. Попов занимался разведкой, гипсометрическими измерениями, географической, статистической и астрономической съёмкой.
- Н. А. Топорков — фотографированием, маршрутной съёмкой, метеорологическими наблюдениями,
- Ю. Н. Воронов — ботаническими, энтомологическими и геологическими наблюдениями,
- П. К. Чевилев и его приказчик К. Е. Петухов занимались оценкой перспектив торгово-экономических отношений с Монголией.

Результаты исследовательской работы были описаны в серии публикаций и книге «Через Саяны в Монголию».
Весной 1910 года В. Л. Попов возглавил Московскую торговую экспедицию в Монголию, проведённую для изучения рыночной конъюнктуры, экономических условий жизни населения и определения мер по развитию русско-монгольской торговли. В составе экспедиции были представители крупного купечества, государственных ведомств, агрономы, переводчики и охрана.
Экспедиция была сформирована в Кяхте, прибыла в Ургу, a затем разделилась на рекогносцировочные партии. Одна из них, под руководством Попова, прошла по маршруту Урга — Заин — Шаби — Улясутай, где соединилась со второй партией, следовавшей по маршруту Урга — Ван — Курень — река Селенга — Улясутай. третья партия прошла из Урги в Калган, Кукухото, Пекин и Тяньцзинь. В Улясутае экспедиция встретила полковника Л. Г. Корнилова, который совершил поездку по Западной Монголии и Синьцзяну.
Затем исследовательские партии снова разделились. Группа Попова выдвинулась маршрутом через Уланком и озеро Косоголу на Иркутск, вторая группа — через Кобдо-Кош-Агач в Бийск.
Ими были собраны ценные сведения о местном климате, почве, орошении, флоре, земледелии и скотоводстве. Кроме этого была проведена маршрутная съёмка приграничной полосы Северной Монголии, получено много новой информации по орографии и гидрографии Западной Монголии, изучены перспективы судоходства в верховьях Енисея, уточнена линия государственной границы страны. В результате этой экспедиции Попов опубликовал книгу «Второе путешествие в Монголию 1910 года».

## Награды
- Награждён Георгиевским оружием  (ВП 21.06.1915).
- ордена Св. Станислава 3-й ст. (23.04.1895); Св. Анны 3-й ст. (06.12.1901); Св. Владимира 4-й ст. (22.09.1904); Св. Станислава 2-й ст. (25.04.1906); Св. Владимира 3-й ст. (1911; 01.03.1912); мечи к ордену Св. Владимира 3-й ст. (ВП 26.02.1915); мечи и бант к ордену Св. Владимира 4-й ст. (06.07.1916); Св. Станислава 1-й ст. с мечами (31.08.1916); Св. Анны 1-й ст. с мечами (ПАФ 25.09.1917).

## Публикации и научные труды
- Письма Виктора Лукича Попова к П. К. Козлову, 1927—1935, 7 писем, 21 л., АРГО, ф. 18, опись 3, № 544,
- Проект экспедиции в Северо-Западную Монголию. — Отчёт о деятельности Западно-Сибирского отдела ИРГО. Омск, 1903,
- Очерк о поездке по горной системе Алтая ЗЗСО ИРГО, 1903, т. XXX,
- Краткий предварительный отчёт об экспедиции в Монголию в 1903 году. — Отчёт о деятельности Западно-Сибирского отдела ИРГО. Омск, 1905,
- Через Саяны и Монголию, ч. 1, Омск, 1905,
- Второе путешествие в Монголию в 1910 г., Иркутск, издание штаба Иркутского военного округа, 1911,
- Очерк Московской торговой экспедиции в Монголию. — Московская торговая экспедиция в Монголию, Москва, 1912 год, с. 25-77,
- Монголия. Краткий географический очерк. — Там же, с. 165—186,
- Торговые центры Монголии и районы их влияния. — Там же, с. 187—189,
- Пути сообщения [Монголии]. — Там же, с. 190—204,
- Сибирь и Монголия как рынки кожевенного сырья. Северная Азия, 1926, № 1,
- Военная география. Обзор русской пограничной полосы Азии, книга 2, Среднеазиатский фронт, Москва, Госиздат, 1926.

## Первоисточники
- Послужные списки офицеров выпуска из Академии генерального штаба 1900 г. и причисленных к Генеральному штабу. РГВИА, ф. 400, оп. 21, д. 2823,
- Послужный список начальника штаба 7-й Восточно-Сибирской стрелковой дивизии ГШ полковника Попова В. Л. по сост. на 30 апреля 1910 г. — Там же, ф. 409, оп. 1, л. 338—617 (1910 г.),
- Послужный список командующего 192-й пехотной дивизией ГШ генерал-майора Попова В. Л. по сост. на 5 июня 1817 г. — Там же д. 21-303 (1917 г.)
- Грум-Гржимайло Г. Е. Западная Монголия и Урянхайский край. — СПб., 1914. — Т. 1. — С. 11, 23, 69, 75, 96, 114, 120, 145, 146, 155, 160, 162, 163, 183, 317, 346, 372, 381, 382.
- Даревская Е. М., Свинин В. В. Сибирь и Монголия: очерки русско-монгольских связей в конце XIX-начале XX веков. — Издательство Иркутского университета, 1994. — С. 142. — 396 с.
- Волков Е. В., Егоров Н. Д., Купцов И. В. Белые генералы Восточного фронта Гражданской войны: Биографический справочник. — М.: Русский путь, 2003. — С. 166. — 240 с. — ISBN 5-85887-169-0.